# Pedro José Amado Pissis
Pierre Joseph Aimé Pissis o Pedro José Amado (o Amadeo) Pissis Marín (Brioude, departamento de Alto Loira, 17 de mayo de 1812 - Santiago de Chile, 21 de enero de 1889), fue un destacado geólogo y geógrafo francés del siglo XIX.

## Biografía
Hijo del médico Pedro José Esteban Pissis y de Eulalia Marín, estudió en la Escuela de Minas, la Politécnica y en el Museo de Historia Natural de París, especializándose en Geología. Al parecer, su primera publicación fue en 1834, en los Anales de la Sociedad de Geología de París, una memoria sobre los volcanes apagados de la región central de Francia. 
Realizó trabajos geológicos y mineralógicos en Brasil y Bolivia, país este último que debió abandonar por problemas políticos; se trasladó entonces a Chile en octubre de 1848 a gestionar su regreso a Europa.

### Labor en Chile
En Valparaíso fue contactado por un funcionario del gobierno chileno y a través del ministro del Interior, Manuel Camilo Vial, se le contrató el 10 de ese mes para realizar un estudio geológico, topográfico y mineralógico. El gobierno le entregó instrumentos y una escolta, y envió una circular con instrucciones a todos los gobernadores para que le proporcionasen datos sobre las provincias.

Entre los años 1848 y 1868, Pissis recorrió Chile; destacó por su reconocimiento del desierto de Atacama, por el cual fue nombrado miembro de la Facultad de Ciencias Físicas y Matemáticas de la Universidad de Chile.
Hasta 1859 había publicado en París los mapas de las provincias de Santiago, Aconcagua y Valparaíso, además del general titutaldo Plano Topográfico y Geológico de la República de Chile. Entre 1858 y 1867 publicó, además, Estructura Orográfica de los Andes Chilenos, Estudios sobre la Orografía, la Constitución geológica de Chile, Investigaciones sobre los sistemas de solevantamientos de la América del Sur y Los productos del estado volcánico correspondientes a las diversas épocas geológicas. En 1870 fue nombrado jefe de la sección de Geografía de la Oficina de Estadística de Chile.
En 1875 asistió al Congreso Internacional de Geología de París, luego de lo cual el gobierno francés lo nombró Caballero de la Legión de Honor.

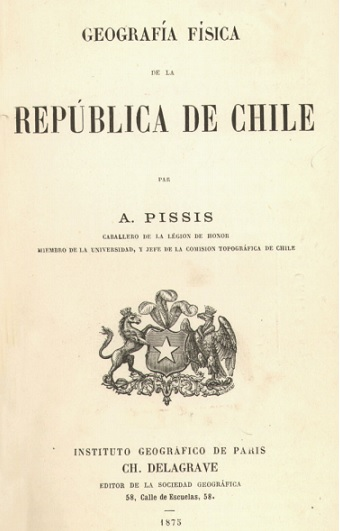
Portada de la Geografía física de la República de Chile

En 1875, publicó en París su obra más importante, Geografía física de la República de Chile, donde se preocupó de la orografía chilena comparándola con otros países sudamericanos, y luego describiéndola detalladamente. En una segunda parte describió las formaciones geológicas y e n la tercera, se ocupó de la meteorología. En la cuarta, pormenorizó las hoyas hidrográficas desde Copiapó hasta Reloncaví; y terminó en un quinto capítulo sobre la geografía botánica y faunística nacional.
En Santiago se casó en enero de 1849 con la chilena Emilia Vicuña y Toro.
Pintó una serie de acuarelas y dibujos, principalmente de paisajes con volcanes y lagos del sur de Chile.

## Honores

### Eponimia
- Exestación ferroviaria y localidad rural de Chile, en la comuna de Tomé
- Un volcán en Argentina: Monte Pissis.

Una expedición franco-chilena organizada por la revista Andes Magazine y Azimut 360 lograron colocar en 2007 una placa en homenaje a Pissis en la cumbre del volcán que lleva su nombre (Marc Turrel).